# Liste der Auszeichnungen und Nominierungen von Daniel Radcliffe

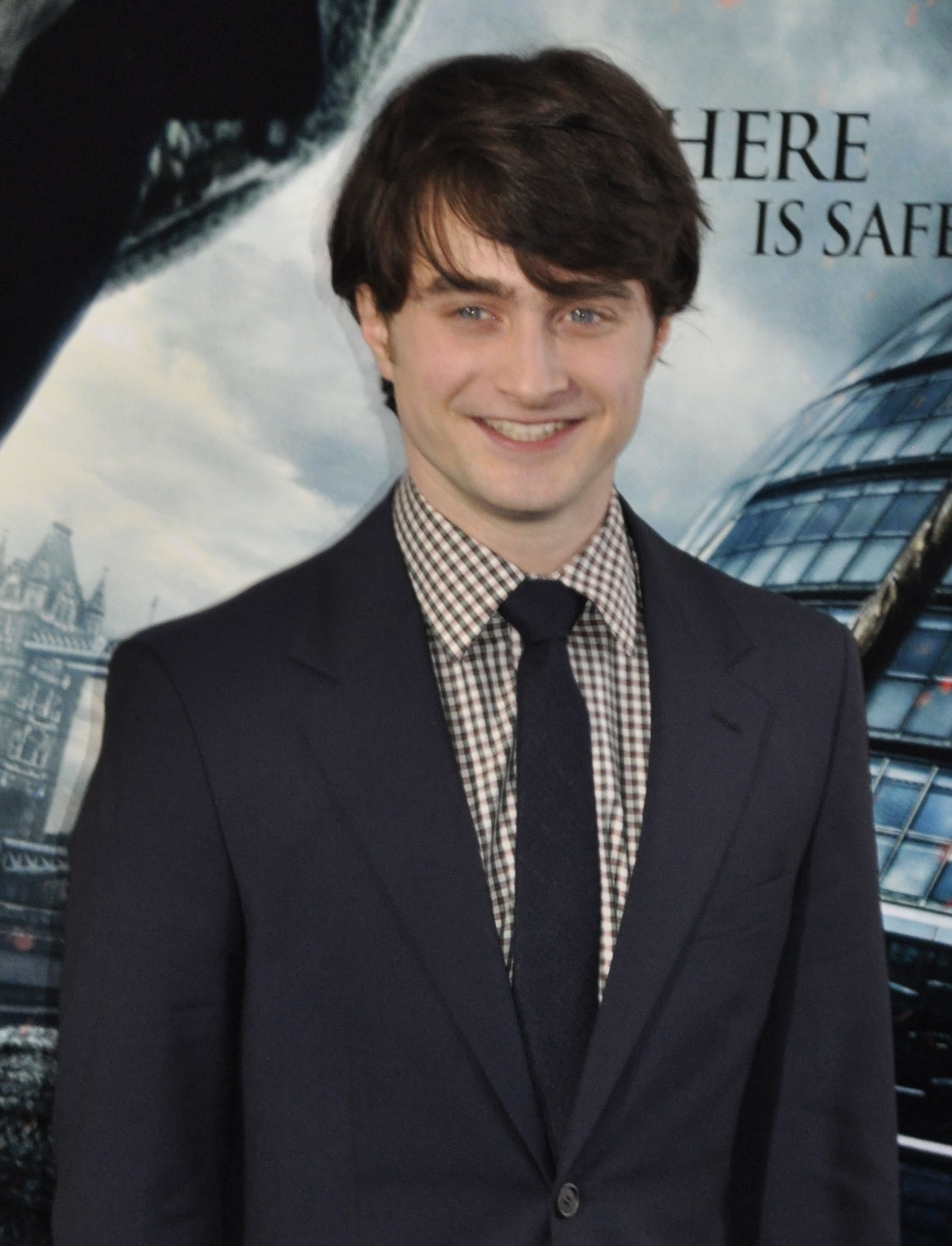
Daniel Radcliffe 2010

Dies ist eine Liste der Auszeichnungen und Nominierungen des britischen Schauspielers Daniel Radcliffe.

## Film und Fernsehen

### British Academy Television Awards
| Jahr | Kategorie                    | für                          | Resultat   | Ref.  |
| ---- | ---------------------------- | ---------------------------- | ---------- | ----- |
| 2023 | Best Male Comedy Performance | Weird: The Al Yankovic Story | Ausstehend | [ 1 ] |

### Critics’ Choice Awards
| Jahr                              | Kategorie                                          | für                                        | Resultat                    | Ref.                        |
| Critics Choice Movie Awards       | Critics Choice Movie Awards                        | Critics Choice Movie Awards                | Critics Choice Movie Awards | Critics Choice Movie Awards |
| --------------------------------- | -------------------------------------------------- | ------------------------------------------ | --------------------------- | --------------------------- |
| 2001                              | Best Young Performer                               | Harry Potter und der Stein der Weisen      | Nominiert                   | [ 2 ]                       |
| 2002                              | Best Young Performer                               | Harry Potter und die Kammer des Schreckens | Nominiert                   | [ 3 ]                       |
| 2005                              | Best Young Performer                               | Harry Potter und der Gefangene von Askaban | Nominiert                   | [ 4 ]                       |
| 2006                              | Best Young Performer                               | Harry Potter und der Feuerkelch            | Nominiert                   | [ 5 ]                       |
| Critics’ Choice Television Awards |                                                    |                                            |                             |                             |
| 2023                              | Best Actor in a Limited Series or Television Movie | Weird: The Al Yankovic Story               | Gewonnen                    | [ 6 ]                       |

### Canadian Screen Awards
| Jahr | Kategorie  | für                                      | Resultat  | Ref.  |
| ---- | ---------- | ---------------------------------------- | --------- | ----- |
| 2014 | Best Actor | The F-Word – Von wegen nur gute Freunde! | Nominiert | [ 7 ] |

### Empire Awards
| Jahr | Kategorie         | für                                                 | Resultat  | Ref.  |
| ---- | ----------------- | --------------------------------------------------- | --------- | ----- |
| 2002 | Best Debut        | Harry Potter und der Stein der Weisen               | Nominiert |       |
| 2008 | Best Actor        | Harry Potter und der Orden des Phönix               | Nominiert | [ 8 ] |
| 2012 | Best Actor        | Harry Potter und die Heiligtümer des Todes – Teil 2 | Nominiert |       |
| 2013 | Empire Hero Award | Empire Hero Award                                   | Gewonnen  | [ 9 ] |

### Emmy Award
| Jahr | Kategorie                                                        | für                          | Resultat   | Ref.   |
| ---- | ---------------------------------------------------------------- | ---------------------------- | ---------- | ------ |
| 2023 | Outstanding Lead Actor in a Limited or Anthology Series or Movie | Weird: The Al Yankovic Story | Ausstehend | [ 10 ] |

### Hollywood Critics Association Television Awards
| Jahr | Kategorie                                                                                | für             | Resultat  | Ref.   |
| ---- | ---------------------------------------------------------------------------------------- | --------------- | --------- | ------ |
| 2022 | Best Actor in a Broadcast Network or Cable Limited Series, Anthology Series, or TV Movie | Miracle Workers | Nominiert | [ 11 ] |

## Theaterpreise

### Grammy Awards
| Jahr | Kategorie                  | für | Resultat  | Ref.   |
| ---- | -------------------------- | --- | --------- | ------ |
| 2011 | Best Musical Theater Album | How to Succeed in Business Without Really Trying zusammen mit John Larroquette, Robert Sher und Frank Loesser | Nominiert | [ 12 ] |

### Drama Desk Award
| Jahr | Kategorie                      | für                                              | Resultat  | Ref.   |
| ---- | ------------------------------ | ------------------------------------------------ | --------- | ------ |
| 2009 | Outstanding Actor in a Play    | Equus                                            | Nominiert | [ 13 ] |
| 2011 | Outstanding Actor in a Musical | How to Succeed in Business Without Really Trying | Nominiert | [ 14 ] |

### Drama League Award
| Jahr | Kategorie                       | für                                              | Resultat  | Ref.   |
| ---- | ------------------------------- | ------------------------------------------------ | --------- | ------ |
| 2009 | Distinguished Performance Award | Equus                                            | Nominiert | [ 15 ] |
| 2011 | Distinguished Performance Award | How to Succeed in Business Without Really Trying | Nominiert | [ 16 ] |

### Outer Critics Circle Award
| Jahr | Kategorie                      | für                                              | Resultat  | Ref.   |
| ---- | ------------------------------ | ------------------------------------------------ | --------- | ------ |
| 2011 | Outstanding Actor in a Musical | How to Succeed in Business Without Really Trying | Nominiert | [ 17 ] |

## Zuschauer- und Publikumspreise

### Bravo Otto
| Jahr | Kategorie           | Resultat | Ref.   |
| ---- | ------------------- | -------- | ------ |
| 2001 | Bester Schauspieler | Silber   | [ 11 ] |
| 2002 | Bester Schauspieler | Silber   | [ 11 ] |
| 2003 | Bester Schauspieler | Bronze   | [ 11 ] |
| 2004 | Bester Schauspieler | Silber   | [ 11 ] |
| 2005 | Bester Schauspieler | Gold     | [ 11 ] |
| 2007 | Bester Schauspieler | Gold     | [ 11 ] |

### Broadway Audience Awards
| Jahr | Kategorie                                           | für                                              | Resultat | Ref.   |
| ---- | --------------------------------------------------- | ------------------------------------------------ | -------- | ------ |
| 2009 | Favorite Leading Actor in a Broadway Play           | Equus                                            | Gewonnen | [ 18 ] |
| 2009 | Favorite Breakthrough Performance                   | Equus                                            | Gewonnen | [ 18 ] |
| 2011 | Favorite Actor in a Musical                         | How to Succeed in Business Without Really Trying | Gewonnen | [ 19 ] |
| 2011 | Favorite Onstage Pair zusammen mit John Larroquette | How to Succeed in Business Without Really Trying | Gewonnen | [ 19 ] |

### MTV Movie Awards
| Jahr | Kategorie                                                         | für                                                                                                | Resultat  | Ref.   |
| ---- | ----------------------------------------------------------------- | -------------------------------------------------------------------------------------------------- | --------- | ------ |
| 2002 | Best Breakthrough Male Performance                                | Harry Potter und der Stein der Weisen                                                              | Nominiert | [ 20 ] |
| 2007 | Best On-Screen Team                                               | Harry Potter und der Feuerkelch (zusammen mit Rupert Grint und Emma Watson)                        | Nominiert | [ 21 ] |
| 2007 | Best Hero                                                         | Harry Potter und der Feuerkelch (zusammen mit Rupert Grint und Emma Watson)                        | Nominiert | [ 21 ] |
| 2008 | Best Kiss                                                         | Harry Potter und der Feuerkelch (zusammen mit Katie Leung)                                         | Nominiert | [ 22 ] |
| 2010 | Best Male Performance                                             | Harry Potter und der Halbblutprinz                                                                 | Nominiert | [ 23 ] |
| 2010 | Global Superstar                                                  | Global Superstar                                                                                   | Nominiert | [ 23 ] |
| 2011 | Best Kiss                                                         | Harry Potter und die Heiligtümer des Todes – Teil 1 (zusammen mit Emma Watson)                     | Nominiert | [ 24 ] |
| 2011 | Best Fight                                                        | Harry Potter und die Heiligtümer des Todes – Teil 1 (Harry, Hermione and Ron vs. the Death Eaters) | Nominiert | [ 24 ] |
| 2011 | Best Male Performance                                             | Harry Potter und die Heiligtümer des Todes – Teil 1                                                | Nominiert | [ 24 ] |
| 2012 | Best Male Performance                                             | Harry Potter und die Heiligtümer des Todes – Teil 2                                                | Nominiert | [ 25 ] |
| 2012 | Best Cast (zusammen mit Rupert Grint, Emma Watson und Tom Felton) | Harry Potter und die Heiligtümer des Todes – Teil 2                                                | Gewonnen  | [ 25 ] |
| 2012 | Best Hero                                                         | Harry Potter und die Heiligtümer des Todes – Teil 2                                                | Gewonnen  | [ 25 ] |
| 2022 | Best Villain                                                      | The Lost City – Das Geheimnis der verlorenen Stadt                                                 | Gewonnen  | [ 26 ] |

### Nickelodeon Kids’ Choice Awards
| Jahr | Kategorie            | für                                                 | Resultat  | Ref.   |
| ---- | -------------------- | --------------------------------------------------- | --------- | ------ |
| 2012 | Favorite Movie Actor | Harry Potter und die Heiligtümer des Todes – Teil 2 | Nominiert | [ 27 ] |

### People’s Choice Awards
| Jahr | Kategorie                    | für                                                 | Resultat  | Ref.   |
| ---- | ---------------------------- | --------------------------------------------------- | --------- | ------ |
| 2011 | Favorite Ensemble Movie Cast | Harry Potter und die Heiligtümer des Todes – Teil 2 | Gewonnen  | [ 28 ] |
| 2011 | Favorite Movie Actor         | Harry Potter und die Heiligtümer des Todes – Teil 2 | Nominiert |        |
| 2011 | Favorite Movie Star Under 25 | Harry Potter und die Heiligtümer des Todes – Teil 2 | Nominiert |        |

### Scream Awards
| Jahr | Kategorie          | für                                                 | Resultat  | Ref.   |
| ---- | ------------------ | --------------------------------------------------- | --------- | ------ |
| 2011 | Best Fantasy Actor | Harry Potter und die Heiligtümer des Todes – Teil 2 | Gewonnen  |        |
| 2011 | Best Ensemble      | Harry Potter und die Heiligtümer des Todes – Teil 2 | Nominiert | [ 29 ] |

### Teen Choice Awards
| Jahr | Kategorie                           | für                                                 | Resultat  | Ref.   |
| ---- | ----------------------------------- | --------------------------------------------------- | --------- | ------ |
| 2001 | Choice Breakout Movie Actor         | Harry Potter und der Stein der Weisen               | Gewonnen  | [ 30 ] |
| 2010 | Choice Movie Actor – Sci-Fi/Fantasy | Harry Potter und die Heiligtümer des Todes – Teil 1 | Nominiert | [ 31 ] |
| 2010 | Choice Movie: Liplock               | Harry Potter und die Heiligtümer des Todes – Teil 1 | Gewonnen  | [ 31 ] |
| 2011 | Choice Summer Movie Star: Male      | Harry Potter und die Heiligtümer des Todes – Teil 2 | Gewonnen  | [ 32 ] |
| 2019 | Choice Comedy TV Actor              | Miracle Workers                                     | Nominiert | [ 33 ] |

## Verschiedene Awards

### American Comedy Awards
| Jahr | Kategorie                | für                                      | Resultat  | Ref.   |
| ---- | ------------------------ | ---------------------------------------- | --------- | ------ |
| 2014 | Best Comedy Actor – Film | The F-Word – Von wegen nur gute Freunde! | Nominiert | [ 34 ] |

### Chlotrudis Awards
| Jahr | Kategorie  | für                              | Resultat  | Ref.   |
| ---- | ---------- | -------------------------------- | --------- | ------ |
| 2014 | Best Actor | Kill Your Darlings – Junge Wilde | Nominiert | [ 34 ] |

### Catalunya Film Festival
| Jahr | Kategorie  | für            | Resultat | Ref.   |
| ---- | ---------- | -------------- | -------- | ------ |
| 2016 | Best Actor | Swiss Army Man | Gewonnen | [ 35 ] |

### Glamour Awards
| Jahr | Kategorie       | für             | Resultat | Ref.   |
| ---- | --------------- | --------------- | -------- | ------ |
| 2013 | Man of the Year | Man of the Year | Gewonnen | [ 36 ] |

### National Film Awards UK
| Jahr | Kategorie  | für              | Resultat  | Ref.   |
| ---- | ---------- | ---------------- | --------- | ------ |
| 2017 | Best Actor | Now You See Me 2 | Nominiert | [ 37 ] |

### National Movie Awards
| Jahr | Kategorie               | für                                                 | Resultat  | Ref.   |
| ---- | ----------------------- | --------------------------------------------------- | --------- | ------ |
| 2007 | Best Male Performance   | Harry Potter und der Feuerkelch                     | Gewonnen  | [ 38 ] |
| 2011 | Performance of the Year | Harry Potter und die Heiligtümer des Todes – Teil 1 | Nominiert |        |

### Saturn Award
| Jahr | Kategorie                           | für                                        | Resultat  | Ref.   |
| ---- | ----------------------------------- | ------------------------------------------ | --------- | ------ |
| 2002 | Best Performance by a Younger Actor | Harry Potter und der Stein der Weisen      | Nominiert | [ 11 ] |
| 2003 | Best Performance by a Younger Actor | Harry Potter und die Kammer des Schreckens | Nominiert | [ 11 ] |
| 2004 | Best Performance by a Younger Actor | Harry Potter und der Gefangene von Askaban | Nominiert | [ 11 ] |
| 2006 | Best Performance by a Younger Actor | Harry Potter und der Feuerkelch            | Nominiert | [ 11 ] |
| 2007 | Best Performance by a Younger Actor | Harry Potter und der Orden des Phönix      | Nominiert | [ 39 ] |

### Shanghai International TV Festival
| Jahr | Kategorie                                         | für         | Resultat  | Ref.   |
| ---- | ------------------------------------------------- | ----------- | --------- | ------ |
| 2007 | Best Performance by an Actor in a Television Film | My Boy Jack | Nominiert | [ 40 ] |

### J-14's Teen Icon Awards
| Jahr | Kategorie          | für                | Resultat  | Ref.   |
| ---- | ------------------ | ------------------ | --------- | ------ |
| 2010 | Iconic Move Actor  | Iconic Move Actor  | Gewonnen  |        |
| 2011 | Iconic Movie Actor | Iconic Movie Actor | Nominiert | [ 41 ] |

### Do Something Awards
| Jahr | Kategorie  | für        | Resultat  | Ref.   |
| ---- | ---------- | ---------- | --------- | ------ |
| 2011 | Movie Star | Movie Star | Nominiert | [ 42 ] |

### Hollywood Women’s Press Club
| Jahr | Kategorie                        | für                                   | Resultat | Ref.   |
| ---- | -------------------------------- | ------------------------------------- | -------- | ------ |
| 2001 | Male Youth Discovery of the Year | Harry Potter und der Stein der Weisen | Gewonnen | [ 43 ] |

### Fangoria Chainsaw Awards
| Jahr | Kategorie  | für                 | Resultat  | Ref.   |
| ---- | ---------- | ------------------- | --------- | ------ |
| 2013 | Best Actor | Die Frau in Schwarz | Nominiert | [ 44 ] |
| 2015 | Best Actor | Horns               | Gewonnen  | [ 45 ] |

### Online Film & Television Association Award
| Jahr | Kategorie                           | für                                   | Resultat  | Ref.   |
| ---- | ----------------------------------- | ------------------------------------- | --------- | ------ |
| 2002 | Best Youth Performance              | Harry Potter und der Stein der Weisen | Nominiert | [ 11 ] |
| 2007 | Best Guest Actor in a Comedy Series | Extras                                | Nominiert |        |
| 2022 | Hall of Fame                        | Harry Potter                          | Gewonnen  |        |